# Cotoneaster nitidus
Cotoneaster nitidus là loài thực vật có hoa trong họ Hoa hồng. Loài này được Jacq. mô tả khoa học đầu tiên năm 1857.